# 국제 팔레스타인 연대의 날
국제 팔레스타인 연대의 날 또는 팔레스타인 국제 연대의 날(International Day of Solidarity with the Palestinian People)은 유엔이 주최한 기념일이다. 행사는 뉴욕의 유엔 본부와 제네바, 빈, 나이로비의 유엔 사무소에서 개최된다. 일반적으로 팔레스타인을 두 국가(아랍 국가와 유대 국가)로 분할하자는 결의안 181호를 기념하기 위해 매년 11월 29일에 개최된다. 2003년에는 12월 1일에 관측되었다.
매년 이 날, 유엔은 팔레스타인에게 주권을 부여하고 이스라엘 점령으로부터 독립을 보장하기 위한 즉각적인 조치를 촉구한다. 국제사회는 이날을 기념하면서 유엔 총회에 따라 팔레스타인인들의 인권을 보장해줄 것을 이스라엘에 계속 촉구하고 있다. 총회는 76만명 이상의 팔레스타인인이 난민이 된 이스라엘 국가 창설 이후 1948년에 난민이 된 팔레스타인인의 고향으로 돌아갈 권리에 대한 지지를 강조한다.
연례 준수는 1977년 12월 2일 유엔 총회 결의안 32/40 B에서 1978년부터 시작되도록 확립되었다. 동일한 결의안은 팔레스타인 문제의 기원과 진화에 관한 연구의 창설을 제안했다.
1979년 12월 12일 결의안 34/65 D에서 기념 우표 발행이 요청되었다.
유엔 사무국 팔레스타인 권리국은 팔레스타인 국민의 양도할 수 없는 권리 행사 위원회와 협의하여 특별 기념 활동을 조직한다.
2001년 유엔에서 열린 팔레스타인과의 연대의 날 행사에서 여러 회원과 연설자들은 "팔레스타인 국민을 보호하기 위해 점령지 내 국제군"의 창설을 촉구했다. 몰타, 터키, 방글라데시 등 여러 나라가 주권 획득을 위해 팔레스타인과 연대를 표명했다.
2005년 UN 행사에는 이스라엘 전체가 팔레스타인으로 대체된 모습을 보여주는 지도가 포함되었으며, 코피 아난 사무총장과 기타 UN 고위 관계자들이 참석했다.
2018년 교수이자 활동가인 마크 라몬트 힐(Marc Lamont Hill)은 유엔에서 연설하여 팔레스타인 운동에 대한 전폭적인 지지를 표명했다. 많은 사람들이 그의 감정을 반유대주의로 보고 그의 연설은 반발을 불러일으켰고 나중에 그는 CNN에서 해고되었다.
안토니우 구테흐스 유엔 사무총장은 2021년을 기념하며 트위터에 "팔레스타인 점령 지역의 상황은 여전히 국제 평화와 안보에 대한 도전으로 남아 있다"고 밝혔다.

## 같이 보기
- 팔레스타인
- 팔레스타인인
- 이스라엘-팔레스타인 분쟁
- 아랍-이스라엘 분쟁
- 귀환권
- 팔레스타인 분할안